# Pole Position (Computerspiel)

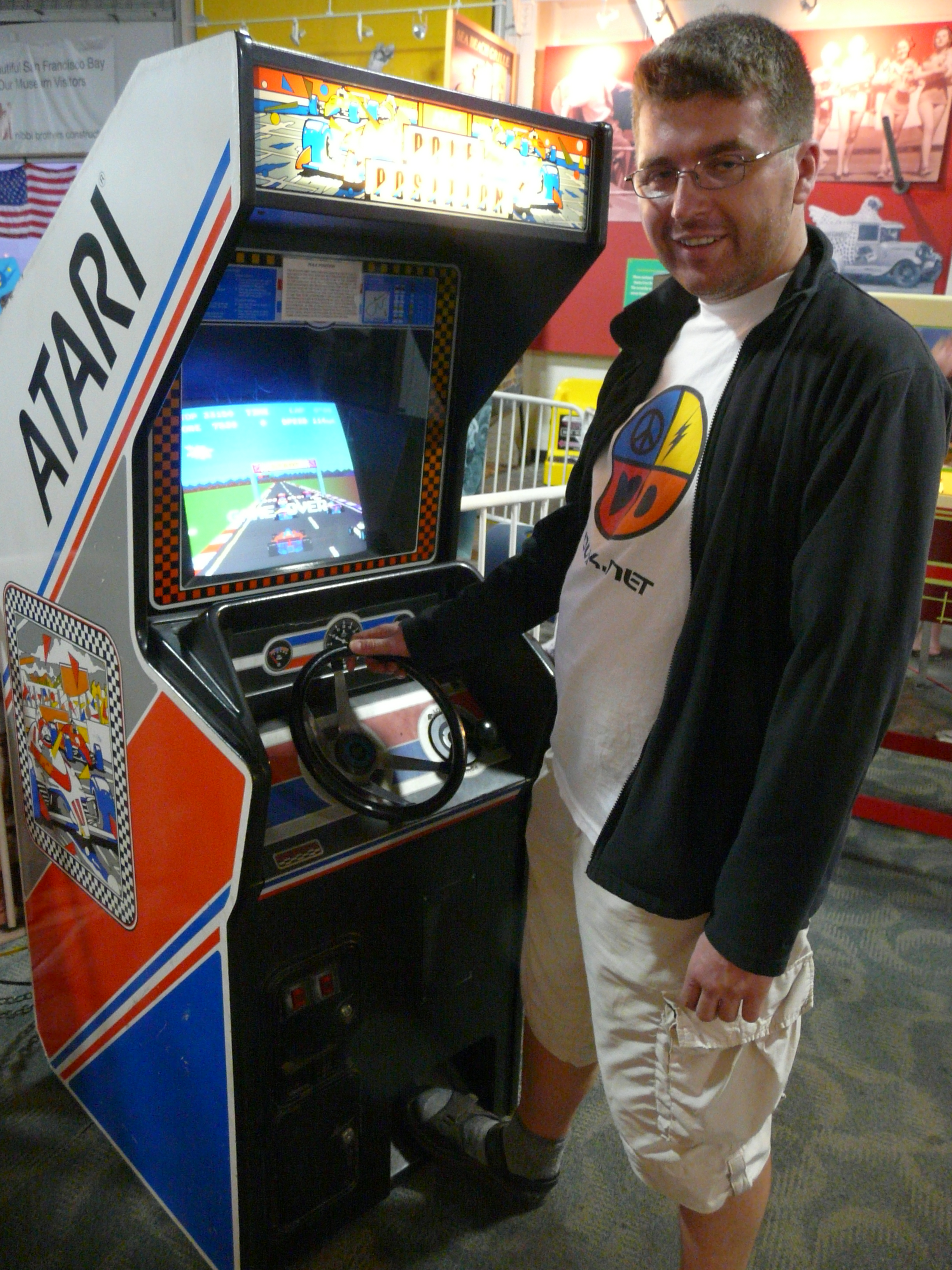
Abbildung des vollständigen Arcade-Automaten von Pole Position (Standard-Version)

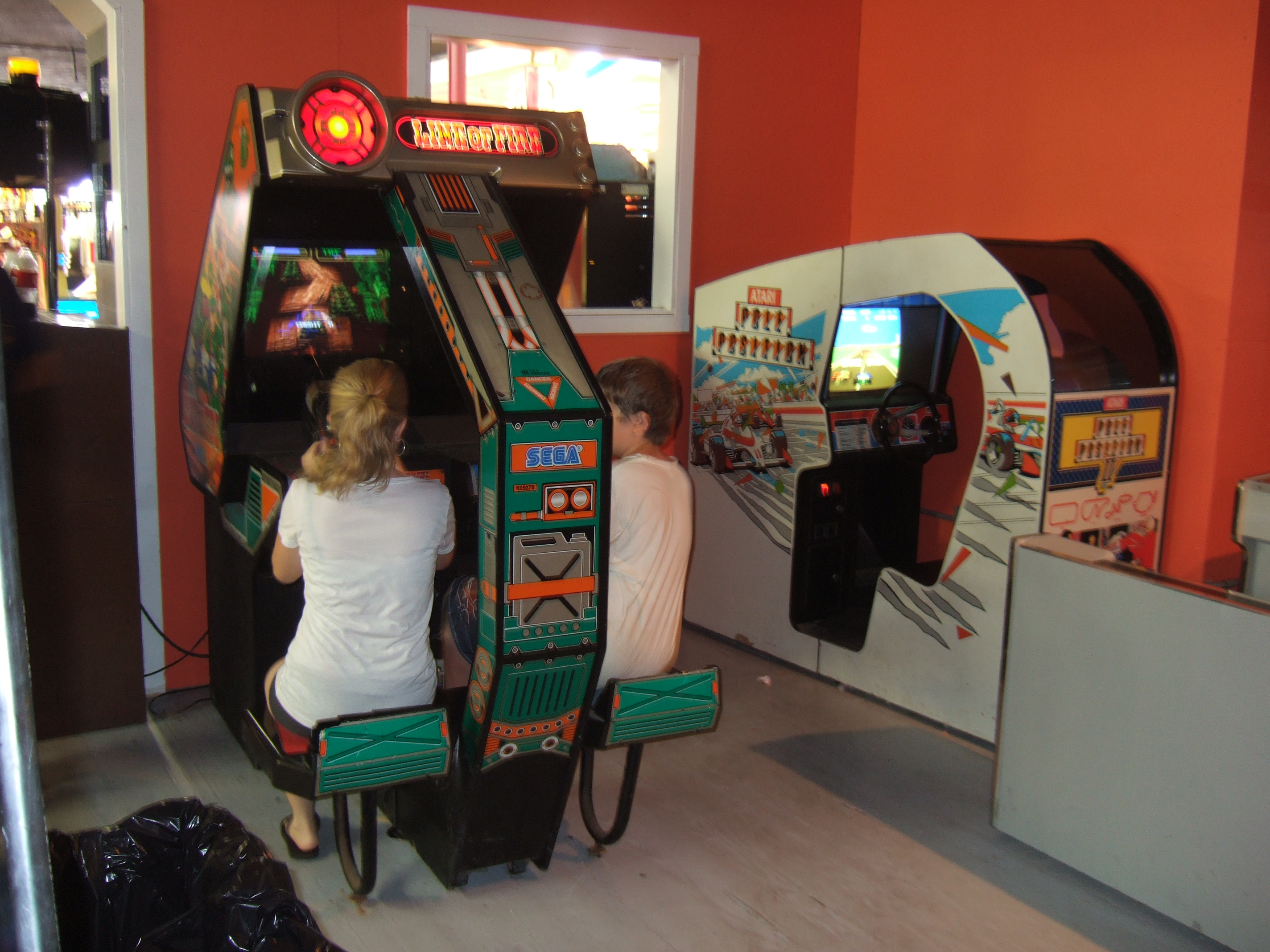
Pole Position Sit-in-Version (rechts) nebst Sega Line of Fire

Pole Position ist ein Computer- bzw. Arcade-Spiel, welches eine Rennsimulation darstellt. 1982 wurde es von Namco, dem Entwicklerstudio von Pac-Man, entwickelt. Es gab unter anderem Portierungen für Atari 2600, Atari 5200, Atari XL/XE, C64 und Vectrex.
Pole Position war die erste realistische Rennsimulation mit 3D-Grafik.

## Spielprinzip
Die einzige Strecke des Spiels ist der Fuji Speedway in Japan.
Vorab gibt es eine weibliche Stimme: Prepare to qualify (in der Originalfassung auf Japanisch). Wenn der Spieler die Qualifizierungsrunde in einer bestimmten Zeit schafft, kommt er ins Hauptrennen. Es gibt insgesamt acht Startpositionen. Am besten ist die Pole-Position (ganz vorn). Es gibt zwei verschiedene Gänge (Low und High). Anfänger verwechselten diese oft, da der erste Gang lauter klang. Wird nicht rechtzeitig geschaltet, z. B. nach einem Unfall oder vor Kurven, überschreitet man oft die (einstellbare) Zeit. Auf der Straße befinden sich auch Ölpfützen, die etwas abbremsen. Bei heftigen Lenkbewegungen ertönen quietschende Reifen.
Das Spiel wurde 1983 als „Arcade game of the year“ und als erfolgreichstes Spiel des Jahres 1983 bezeichnet.
Die Namco- und Atari-Version unterscheiden sich hauptsächlich in der Art der Werbe-Plakate am Straßenrand. Pole Position war das erste Spiel mit Werbung innerhalb des Spiels und das erste, das eine real existierende Rennstrecke benutzt.

## Technik
Die Arcade-Version gibt es als normale Stand-Version und als Sit-In-Version zum Hineinsetzen. Letztere hat zusätzlich ein Bremspedal.
Als Hauptprozessoren (CPU) werden zwei Zilog-Prozessoren Z8002 benutzt. Der Stereo-Sound wird von einem 6-Kanal-Soundchip von Namco wiedergegeben, der von der Z80 von Zilog gesteuert wird.
Die Straßeninformationen sind in drei ROMs gespeichert. Die Werbe-Plakate sind nur in einer Größe abgelegt, das Heranzoomen wird mathematisch berechnet. Die Straße befindet sich nur in der unteren Bildschirmhälfte und wird zeilenweise (horizontal) erstellt.

## Entwicklungs- und Veröffentlichungsgeschichte

### Portierungen
- Atari 2600, Atari 5200 und Atari 7800
- Atari 400/800/XL/XE
- BBC Micro
- Commodore VC 20 und C64
- DOS
- Intellivision
- TI-99/4A
- Vectrex
- ZX Spectrum
- als Teil von Namco Museum auf Game Boy Advance, GameCube, PS2, Xbox und PC-Windows
- auf dem iPod Classic 5G, dem iPhone und iPod touch

### Nachfolger
- Pole Position II (1984)
- Final Lap (1987)
- TX-1 (Tatsumi, 1984) hat 3 Bildschirme, die sich leicht abgewinkelt nebeneinander befinden. Sit-In-Version (Siehe auch Buggy Boy)
- TX-1 V8

Pole Position II bietet leicht verbesserte Grafik (Hintergrundobjekte, Torbögen und Crash-Animation) sowie vier verschiedene Strecken zur Auswahl.

## Rezeption
Das deutsche Magazin Power Play beurteilte die Atari-XE/XL-Portierung als technisch veraltet und grafisch „bescheiden“. Da zum Rezensionszeitpunkt kein vergleichbares Rennspiel für diesen Heimcomputer existiert habe, müssten sich interessierte Spieler allerdings mit Pole Position begnügen.